# 斗南病院
斗南病院（となんびょういん）は、札幌市中央区にある病院。

## 沿革
- 1951年（昭和26年）：南6条西2丁目に「札幌共済病院」として開設。
- 1961年（昭和36年）：北1条西6丁目に移転し、「斗南病院」と改称。
- 2016年（平成28年）：KKR札幌医療センター斗南病院から「国家公務員共済組合連合会 斗南病院」と改称[2]。北4条西7丁目に移転[3]。

## 機関指定
| 保険指定医療機関               | 優生保護法指定医療機関 |
| 生活保護法指定医療機関         | 労災保険法指定医療機関 |
| 結核予防法指定医療機関         | 養育医療指定医療機関   |
| 原子爆弾被爆者一般疾病医療機関 | 慢性疾患指定医療機関   |
| 臨床研修指定病院               | 地域医療支援病院       |
| 北海道がん診療連携指定病院     |                        |

## 診療科等
診療科
- 消化器内科
- 腫瘍内科
- 呼吸器内科
- リウマチ・膠原病科
- 糖尿病・内分泌内科
- 循環器内科
- 血液内科
- 内科
- 消化器外科
- 呼吸器外科
- 内視鏡外科
- 心臓血管外科
- 乳腺外科
- 整形外科
- 形成外科
- 皮膚科
- 泌尿器科
- 婦人科（生殖医療）
- 眼科
- 耳鼻咽喉科
- 頭頸部外科
- 放射線治療科
- 放射線診断科
- 麻酔科
- 健康診断科
- 病理診断科
- リハビリテーション科

部門
- 看護部
- 薬剤部
- 放射線部
- 検査部
- 栄養部
- 臨床工学部
- リハビリテーション部
- 健診センター
- 医療安全管理室
- 医療相談室
- 診療録管理室
- 治験審査委員会

## 施設認定
| 日本内科学会認定教育関連病院           | 日本整形外科学会認定医研修施設               |
| 日本消化器病学会指定施設               | 日本形成外科学会認定医研修施設               |
| 日本消化器内視鏡学会認定指導施設       | 日本眼科学会専門医制度研修施設               |
| 日本がん治療認定医機構認定研修施設     | 日本皮膚科学会認定専門医研修施設             |
| 日本内分泌学会内分泌代謝科認定教育施設 | 日本泌尿器科学会専門教育施設                 |
| 日本糖尿病学会認定教育施設             | 日本産科婦人科学会認定医制度卒後研修指導施設 |
| 日本リウマチ学会教育施設               | 日本耳鼻咽喉科学会専門医研修施設             |
| 日本循環器学会認定専門医研修施設       | 日本麻酔科学会認定施設                       |
| 日本外科学会外科専門医制度修練施設     | 日本消化器がん健診学会認定指導施設           |
| 日本消化器外科学会専門医修練施設       | 日本病理学会登録施設                         |
| 日本大腸肛門病学会認定制度             | 日本医学放射線学会修練機関                   |
| 日本胸部外科学会関連施設               | 日本IVR学会IVR専門医修練認定施設             |
| 日本乳癌学会研修施設                   | 日本食道学会食道外科専門医認定施設           |

## アクセス・駐車場
- ジェイ・アール北海道バス（琴似営業所）・北海道中央バス（新川営業所）「北5条西7丁目」バス停下車 徒歩約2分
- 北海道旅客鉄道（JR北海道）札幌駅・札幌市営地下鉄さっぽろ駅から徒歩約5分
- 札幌市営地下鉄大通駅から徒歩約10分
- 札幌市電西8丁目停留場から徒歩約7分
- 駐車場
  - 第1駐車場：タイムズ北4西7
  - 第2駐車場：タイムズステーション札幌駅前
  - 第3駐車場 : タイムズ北1西6